# José Samitier
José Samitier Vilalta, född 2 februari 1902 i Barcelona, död 4 maj 1972 i Barcelona, var en spansk fotbollsspelare.
Samitier blev olympisk silvermedaljör i fotboll vid sommarspelen 1920 i Antwerpen.